# Galerie d'art de Sudbury
La Galerie d'art de Sudbury est un musée d'art à Sudbury, Ontario qui est actuellement sans bâtiment principal. 

## Histoire
Un plan de 2010 pour déménager dans un nouveau bâtiment nommé en l'honneur du peintre du Groupe des Sept Franklin Carmichael ne se concrétise jamais.
Depuis 2022, l'occupation du bâtiment par le musée est mise en doute en raison de la crise financière de l'Université Laurentienne (en), qui envisage de vendre l'ancien manoir Bell,.
Depuis octobre 2023, le manoir est fermé au public pour des raisons structurelles et ses cours d'art sont transférés au département d'éducation de l'Université Laurentienne. 
Le musée a prévu de déménager au centre culturel Jonction Est, dont la construction est désormais mise sur pause par la ville.